# Manduca dalica
Manduca dalica is een vlinder uit de familie van de pijlstaarten (Sphingidae). De wetenschappelijke naam van de soort werd in 1877 gepubliceerd door William Forsell Kirby.

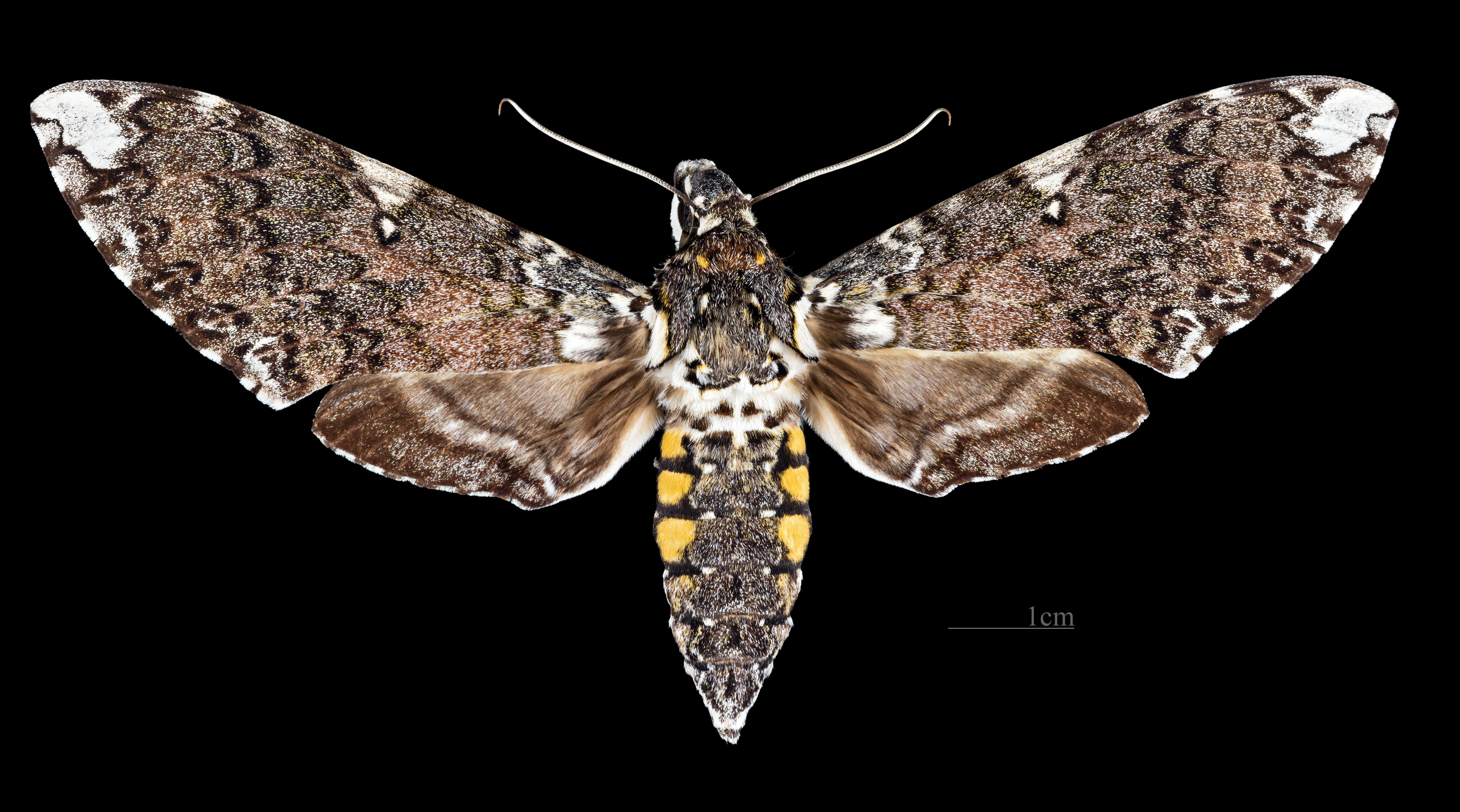
Manduca dalica   ♀
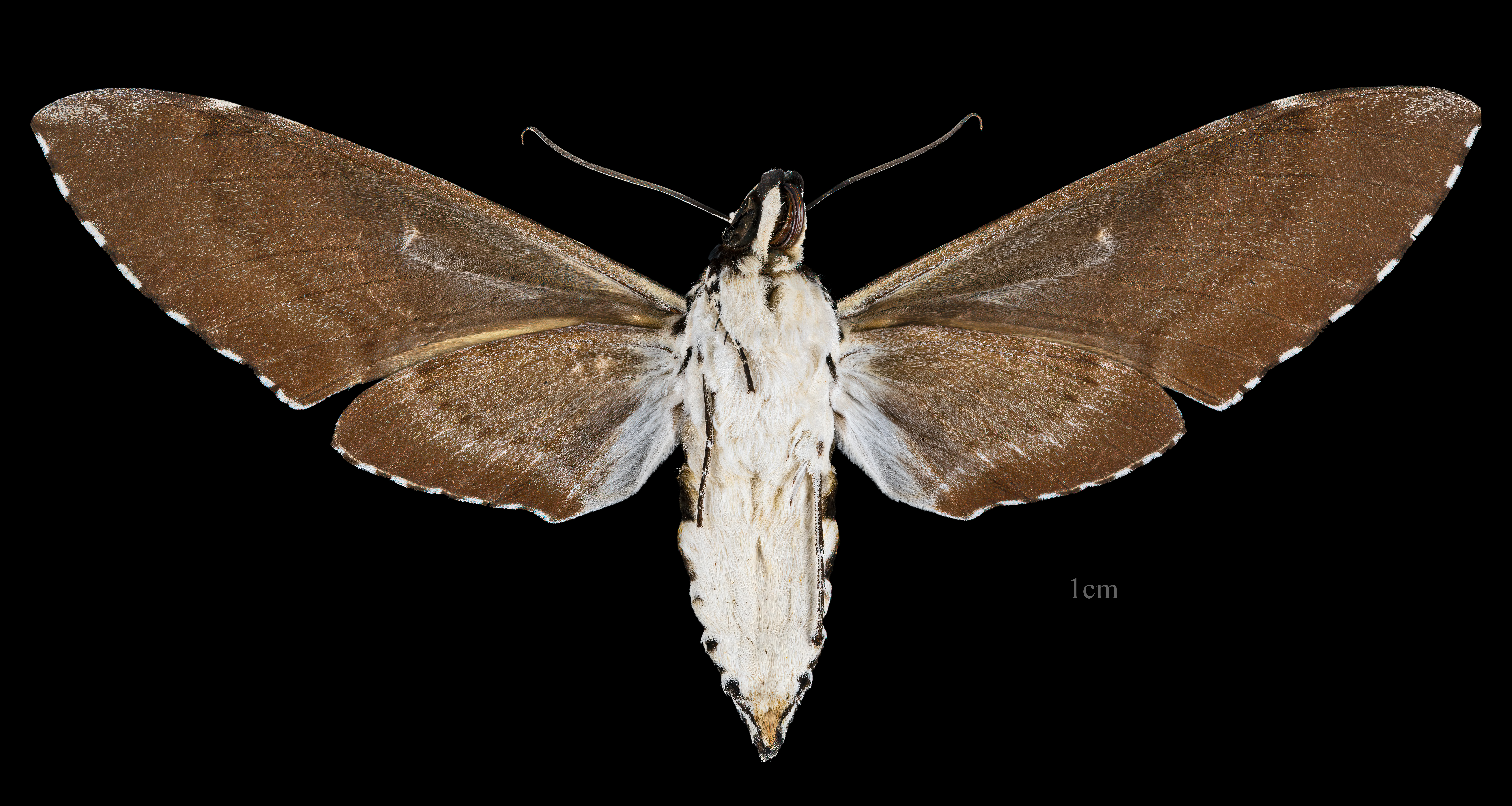
Manduca dalica  ♀ △